# Milcoiu
Milcoiu est une commune roumaine située dans le județ de Vâlcea.